# معبد توکو (کوفو)

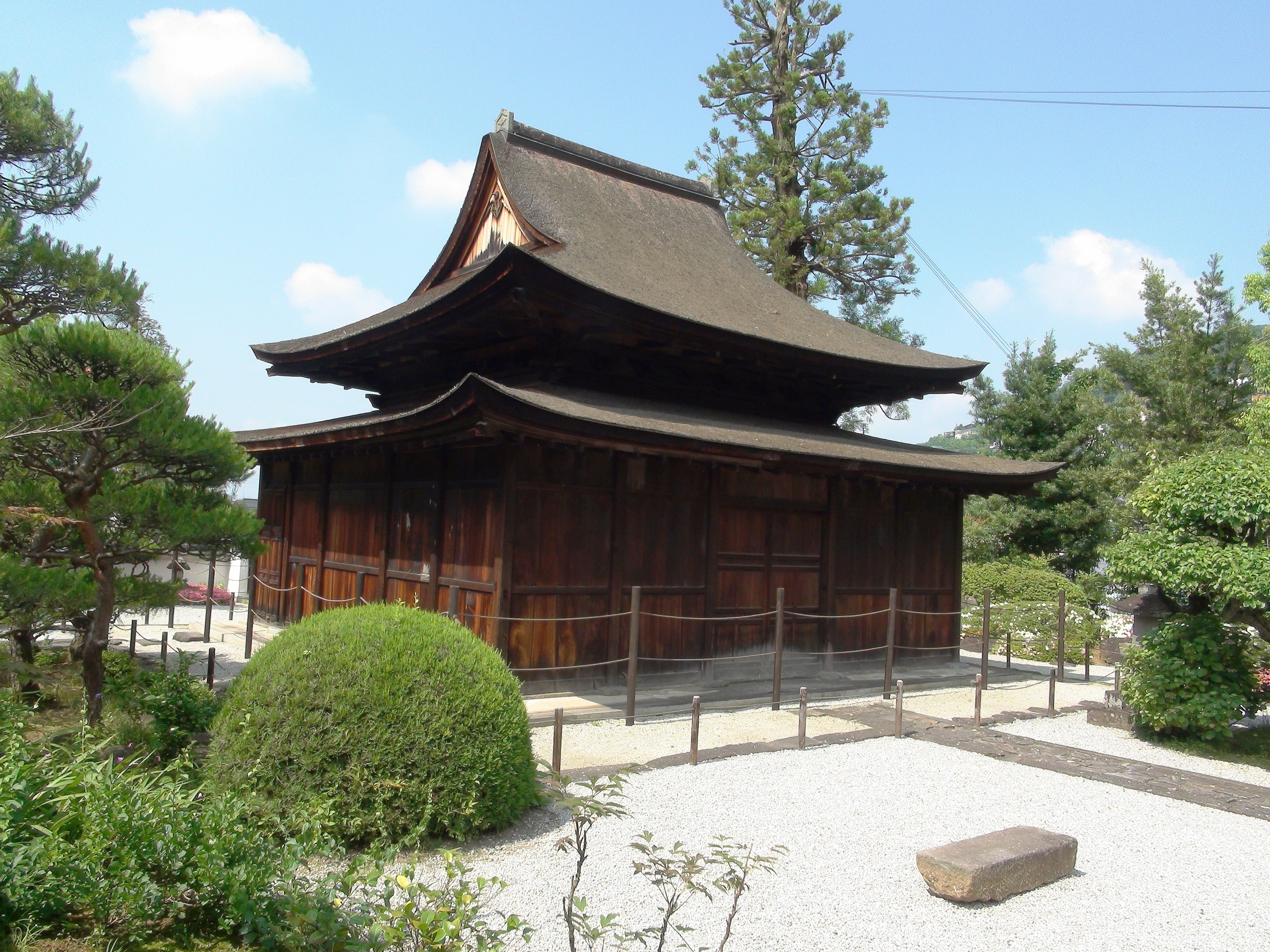

معبد توکو (به ژاپنی: 東光寺 とうこうじ)، معبدی واقع در شهر کوفو، یاماناشی، استان یاماناشی است که به فرقه رینزای تعلق دارد.